# Île Yeli

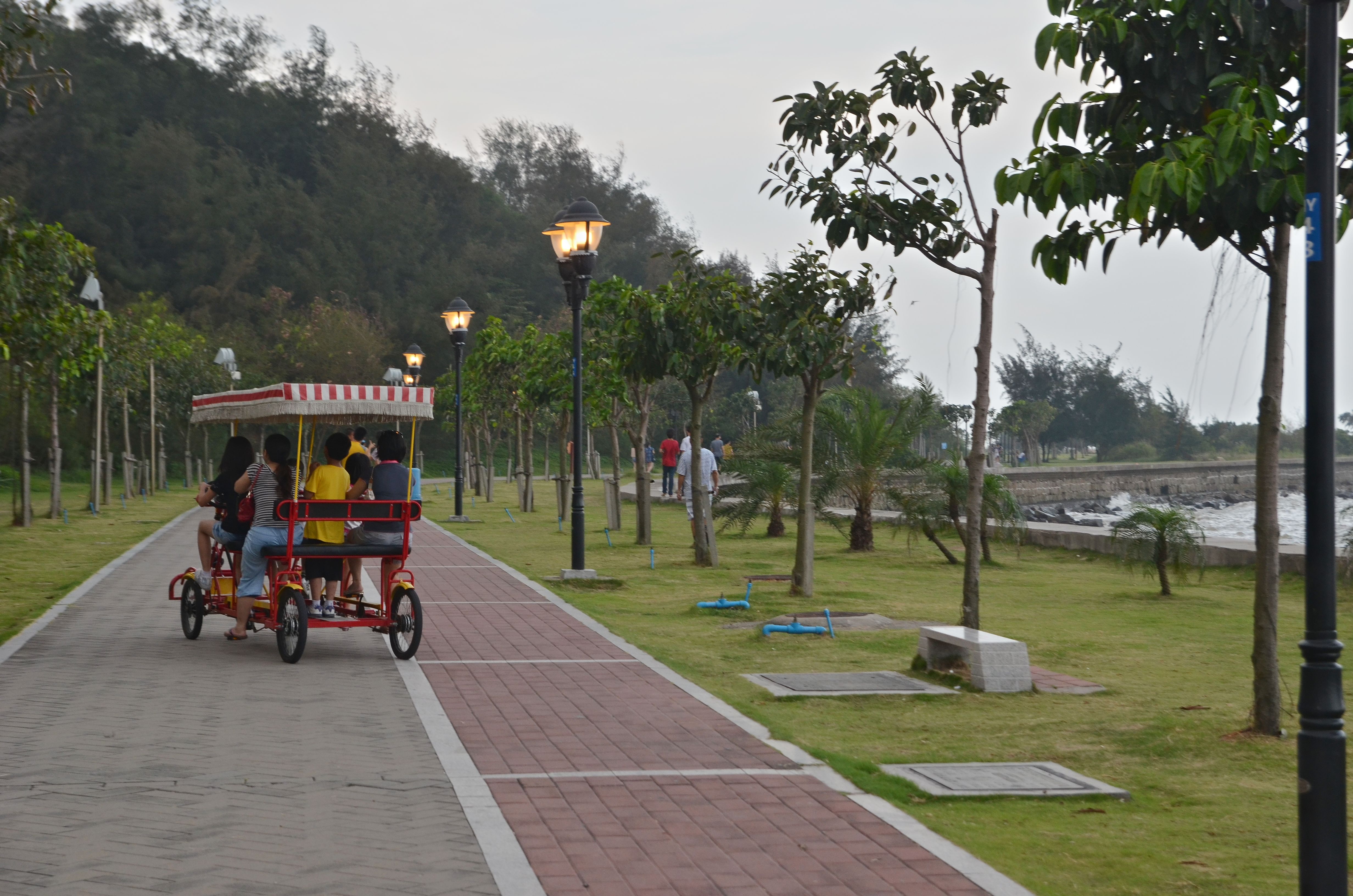
Piste cyclable périphérique à l'île.

L'île Yeli (chinois : 野狸岛 ; pinyin : yělí dǎo ; cantonais Jyutping : je⁵lei⁴dou²) est une île située à Zhuhai, à l'extrémité sud-Ouest du delta de la rivière des Perles, dans la province du Guangdong, en République populaire de Chine.
Cette île comporte une piste cyclable le long de son pourtour et, en son centre, un parc naturel constitué d'une colline. Cette colline est aménagée pour les promenades. Il est possible de louer des vélos à l'entrée de l'île par le pont le rejoignant à la terre.
Une extension artificielle de l'île a été aménagée pour accueillir le Grand opéra de Zhuhai, ouvert en 2017. Il est constitué de deux bâtiments.

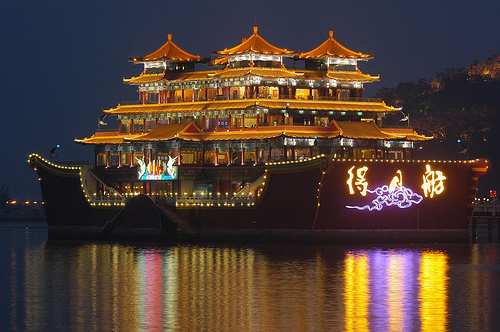
Restaurant au bord de l'île.